# Jeux africains de plage
Les Jeux africains de plage (African Beach Games en anglais) sont un événement multi-sports regroupant des disciplines qui se déroulent sur la plage. Ils sont organisés par l'Association des comités nationaux olympiques d'Afrique (ACNOA).

## Historique
Le projet de Jeux africains de plage est lancé en 2015 par le président de l'ACNOA Lassana Palenfo, qui a assisté aux Jeux asiatiques de plage en 2014  en tant qu'invité du Conseil olympique d'Asie.
L'organisation de la première édition des Jeux africains de plage est attribuée au Cap-Vert en 2017 ; la ville de Sal est choisie en 2018.
Environ un millier d'athlètes de 42 pays, participant à 11 sports, sont présents lors de cette première édition.
Le 6 décembre 2020, la Tunisie est choisie pour accueillir l'édition 2023 des Jeux africains de plage. En décembre 2021, il est annoncé que la ville de Hammamet organisera ces deuxièmes Jeux qui se tient en juin 2023.
Le 23 juin 2023, l'ACNOA annonce que la troisième édition des Jeux africains de plage se tiendra en 2027 en Guinée équatoriale.

## Éditions
| Édition | Année | Ville    | Pays               | Dates             |
| ------- | ----- | -------- | ------------------ | ----------------- |
| I       | 2019  | Sal      | Cap-Vert           | 14 - 23 juin 2019 |
| II      | 2023  | Hammamet | Tunisie            | 23 - 30 juin 2023 |
| III     | 2027  | NC       | Guinée équatoriale | NC                |

## Médailles
| Rang  | Nation         | Or | Argent | Bronze | Total |
| ----- | -------------- | -- | ------ | ------ | ----- |
| 1     | Algérie        | 20 | 13     | 17     | 50    |
| 2     | Maroc          | 17 | 13     | 8      | 38    |
| 3     | Tunisie        | 16 | 16     | 15     | 47    |
| 4     | Nigeria        | 7  | 5      | 6      | 18    |
| 5     | Sénégal        | 6  | 4      | 6      | 16    |
| 6     | Afrique du Sud | 4  | 6      | 7      | 17    |
| 7     | Maurice        | 3  | 3      | 2      | 8     |
| 8     | Cap-Vert       | 3  | 2      | 5      | 10    |
| 9     | Mali           | 3  | 2      | 2      | 7     |
| 10    | Djibouti       | 2  | 0      | 3      | 5     |
| 11    | Namibie        | 1  | 4      | 1      | 6     |
| 12    | Mozambique     | 1  | 1      | 0      | 2     |
| 13    | Éthiopie       | 1  | 0      | 1      | 2     |
| 13    | Ouganda        | 1  | 0      | 1      | 2     |
| 15    | Cameroun       | 1  | 0      | 0      | 1     |
| 15    | Gambie         | 1  | 0      | 0      | 1     |
| 17    | Kenya          | 0  | 4      | 3      | 7     |
| 18    | Lesotho        | 0  | 3      | 0      | 3     |
| 19    | Bénin          | 0  | 2      | 2      | 4     |
| 20    | Togo           | 0  | 2      | 0      | 2     |
| 21    | Botswana       | 0  | 1      | 3      | 4     |
| 21    | Libye          | 0  | 1      | 3      | 4     |
| 21    | Côte d'Ivoire  | 0  | 1      | 3      | 4     |
| 24    | Ghana          | 0  | 1      | 0      | 1     |
| 24    | Guinée-Bissau  | 0  | 1      | 0      | 1     |
| 24    | Madagascar     | 0  | 1      | 0      | 1     |
| 27    | Zambie         | 0  | 0      | 2      | 2     |
| 28    | Burundi        | 0  | 0      | 1      | 1     |
| 28    | Rwanda         | 0  | 0      | 1      | 1     |
| 28    | Tanzanie       | 0  | 0      | 1      | 1     |
| Total | Total          | 87 | 86     | 93     | 266   |

## Sports
Les sports ayant été au programme d'au moins une des éditions des Jeux africains de plage sont :
- Athlétisme
- Aviron côtier
- Badminton
- Basket-ball à trois
- Beach handball
- Beach soccer
- Beach tennis
- Beach-volley
- Escrime
- Football freestyle
- Karaté de plage (Kata)
- Kayak
- Kitesurf
- Lutte de plage
- Nage en eau libre
- Paddle
- Teqball
- Wushu